# 牟朝宜
牟朝宜（?—?），山东日照人，是一名清朝政治人物。
牟朝宜曾于1756年接替周隆谦任奉贤县知县一职，1757年由张？？接任。